# Sierra Entertainment
Sierra Entertainment (voorheen Sierra On-Line) was een Amerikaanse computerspelontwikkelaar, vooral bekend van avonturenspellen als King's Quest, Space Quest, Quest for Glory en Leisure Suit Larry. Het bedrijf is opgericht door het echtpaar Roberta en Ken Williams.

## Geschiedenis
In 1979 was Roberta Williams de tekstadventures die ze thuis op een Apple II computer speelde zat. Ze vond het jammer dat de spellen geen graphics hadden en besloot zelf een grafische adventure te schrijven: Mystery House. Haar echtgenoot Ken Williams, programmeerde het spel compleet met zwart/wit graphics. Het eerste grafische avontuur was geboren. Samen richtten ze het bedrijf On-line Systems op.
In 1980 werd de naam veranderd in Sierra On-line. De meest succesvolle adventureserie aller tijden King's Quest zag het licht in 1983 met de geboorte van King's Quest I: Quest for the Crown geschreven door Roberta Williams. Het spel werd voor IBM gemaakt voor hun nieuwe personal computer, de PCjr. Het succes van King's Quest zorgde ervoor dat er meer spelontwikkelaars werden aangenomen door Sierra. Zo schreef het duo Scott Murphy en Mark Crowe in 1986 het eerste deel van de eveneens succesvolle serie: Space Quest. Niet veel later werd door Sierra, onder leiding van Al Lowe, in 1987 nog een populaire serie, Leisure Suit Larry, gelanceerd. In hetzelfde jaar schreef Jim Walls, een voormalige politieagent, het eerste deel van de vierde succesvolle serie: Police Quest In Pursuit of the Death Angel.
Het bedrijf werd in 1996 verkocht aan CUC International, een jaar later verliet Ken Williams Sierra. Het ging echter al snel bergafwaarts met het bedrijf, mede veroorzaakt door een boekhoudschandaal en fraude door de nieuwe eigenaar. De grootste klap kwam op 22 februari 1999 toen, door een reorganisatie, belangrijke ontwikkelstudio's werden gesloten en 135 medewerkers op straat kwamen te staan. Sierra veranderde van een ontwikkelstudio in een uitgever van spellen ontwikkeld door andere bedrijven.
De huidige naam Sierra Entertainment kreeg het bedrijf in 2002, nadat het overgenomen was door Vivendi Games. In 2014 maakte Activision, de huidige eigenaar van het Sierra-label, bekend wederom games onder de naam Sierra op de markt te zullen brengen, waaronder een nieuwe King's Quest.

## Bekende spelontwikkelaars van Sierra
- Al Lowe (Leisure Suit Larry)
- Scott Murphy and Mark Crowe (Space Quest)
- Jim Walls (Police Quest, Codename Iceman)
- Roberta Williams (Kings Quest, Laura Bow)
- Lori Ann Cole en Corey Cole (Quest for Glory)

## Selectie van Sierra-spellen
- Crash Bandicoot-reeks
- Conquest-reeks: Conquests of Camelot en Conquests of the Longbow: The Legend of Robin Hood
- Codename Iceman
- Empire Earth-reeks
- Gabriel Knight-reeks
- Gold Rush!
- King's Quest-reeks
- Leisure Suit Larry-reeks
- Laura Bow-reeks: The Colonel's Bequest en The Dagger of Amon Ra
- Lighthouse: The Dark Being
- Nascar Racing
- Police Quest-reeks
- Phantasmagoria-reeks: Phantasmagoria en Phantasmagoria: A Puzzle of Flesh
- Quest for Glory-reeks
- Space Quest-reeks
- SWAT-reeks
- The Incredible Machine-reeks inclusief "Al & Sid"-spin-off
- F.E.A.R.-reeks
- Master of Olympus - Zeus (spel)
- Men of Valor
- Half-Life